# Louis-Charles Viossat
Louis-Charles Viossat (né le 22 mars 1964) est un haut fonctionnaire français, ancien diplomate, actuel président du Centre pour le développement de l'information sur la formation Centre Inffo. Il est aussi membre du club d'influence Le Siècle.

## Biographie
Louis-Charles Viossat est né à Boulogne-Billancourt, dans les Hauts-de-Seine, le 22 mars 1964. Il fait ses études à Paris, et après les avoir commencées à l’École alsacienne et au lycée Louis-le-Grand, il les achève à Sciences Po, puis à l’ENA (1990-1992, promotion Condorcet).
À sa sortie de l'ENA en 1992, il est inspecteur des affaires sociales, puis inspecteur général des affaires sociales. Spécialiste de la protection sociale, il devient conseiller au cabinet de ministre du Travail et des Affaires sociales, et  technique au cabinet du secrétaire d’État à la Santé et à la sécurité sociale, Hervé Gaymard, chargé de l’organisation de la sécurité sociale puis du budget et de l’administration.
À la suite de la défaite de la droite aux législatives de 1997, il intègre la Banque mondiale. Il travaille à Washington DC (États-Unis) de 1998 à 2000. En août 2000, de retour à l'IGAS, il est co-responsable d’une mission d’évaluation de « la mise en œuvre des fonds d’aide aux jeunes (FAJ) », qui produit son rapport en février 2001. Il rejoint le secteur privé en septembre 2001, pour devenir directeur corporate affairs des laboratoires Lilly France.
Après la victoire de la droite aux législatives de 2002, il est nommé directeur de cabinet de Jean-François Mattei au ministère de la Santé, de la Famille et des Personnes handicapées de juin 2002 à mars 2004. Il est ensuite nommé directeur général de l’Agence centrale des organismes de sécurité sociale (Acoss), la « banque de la sécurité sociale » et tête de réseau des URSSAF.
En 2005, Il est nommé directeur adjoint de cabinet pour les affaires sociales au cabinet du Premier ministre Dominique de Villepin,. En 2006, il est considéré par Libération comme le concepteur du contrat première embauche.
Louis-Charles Viossat a été ambassadeur français chargé de la lutte contre le sida et les maladies transmissibles, entre avril 2007 et avril 2009, au ministère des Affaires étrangères et européennes. À ce titre, il a été administrateur d’organisations internationales de santé comme notamment le Fonds mondial (vice-président puis président du comité des finances et de l’audit), UNITAID et le partenariat Faire reculer le paludisme. À ce titre, il est intervenu le 11 juin 2008 à l’occasion de la 62e session de l’Assemblée générale des Nations unies.
Il intègre Abbott, entreprise biopharmaceutique américaine, en mai 2009. D'abord directeur senior des affaires gouvernementales pour l’Europe de l'Ouest et le Canada et à Bruxelles (Union Européenne), il devient, en janvier 2013, vice-président chargé des relations gouvernementales internationales.
Il a publié dans la collection Dominos de Flammarion : Les Retraites, enjeux, crise, solutions (2000) ainsi que différents articles et ouvrages sur les politiques sociales et de santé en France et dans le monde.
Il a enseigné l’économie puis les questions sociales et de santé à Sciences-Po et à l’ENA.
Administrateur de la Fondation de France jusqu’en 2012, il est nommé en 2014 à la présidence du Centre pour le développement de l'information sur la formation Centre Inffo.
Il est membre de l’important club d’influence Le Siècle.
Nommé en novembre 2020 patron d'une task force interministérielle chargée d'appuyer la logistique de distribution du vaccin contre le COVID-19, il est démis de ses fonctions début janvier 2021 et remplacé par Laetitia Buffet à la suite des soupçons de collusion avec les laboratoires privés de l’industrie pharmaceutique ,.